# Fryderyk Franciszek z Brunszwiku-Wolfenbüttel
Fryderyk Franciszek z Brunszwiku-Wolfenbüttel lub Fryderyk Franciszek von Braunschweig-Lueneburg, niem. Friedrich Franz von Braunschweig-Wolfenbüttel (ur. 8 czerwca 1732 w Wolfenbüttel, zm. 14 października 1758 pod Hochkirch) – pruski generał, książę Braunschweig-Wolfenbüttel-Lüneburg-Bevern. Wyróżnił się podczas wojny siedmioletniej.

## Pochodzenie

### Rodzice
Fryderyk Franciszek z Brunszwiku-Wolfenbüttel był ósmym, najmłodszym synem Ferdynanda Albrechta II z Brunszwiku-Wolfenbüttel oraz Antoniny Amalii Braunschweig-Blankenburg, a zatem po obu rodzicach potomkiem niemieckiego rodu królewskiego – Welfów. Jego matka była siostrą Szarloty Krystyny (żony zmarłego za młodu carewicza Aleksego) i równocześnie siostrą austriackiej cesarzowej Elżbiety Krystyny – żony Karola VI Habsburga. Tak więc Fryderyk Franciszek był przez swoją matkę kuzynem cara Piotra II Romanowa i przez siostrę ojca kuzynem cesarzowej Marii Teresy Austriackiej.

### Rodzeństwo
Rodzice Fryderyka Franciszka mieli w sumie 15 dzieci, on sam zaś był ich najmłodszym dzieckiem i synem:
1. najstarszy brat Karol – kolejny książę Brunszwiku;
2. Antoni Ulryk – generalissimus carskiej armii, ojciec cara Ivana VI;
3. Elżbieta – żona króla Prus Fryderyka II;
4. Ludwik – feldmarszałek Austrii, kapitan generalny i regent Holandii, wybrany książę Kurlandii;
5. August (zmarł jako niemowlę);
6. Fryderyka Albertyna (1719–1772);
7. Ferdynand – feldmarszałek pruski;
8. Luiza – żona młodszego brata Fryderyka II i matka późniejszego króla Fryderyk Wilhelm II Pruskiego;
9. Zofia – żona księcia Saksonii-Coburg-Saalfeld Ernesta Fryderyka;
10. Albrecht – pruski generał-major;
11. Szarlotta Krystyna Luiza (1725–1766) – dziekanka ewangelickiego klasztoru żeńskiego w Quedlinburgu;
12. Teresa – przełożona świeckiego klasztoru w Gandersheim;
13. Julianna – żona króla Danii Fryderyka V;
14. Fryderyk Wilhelm – (zmarł jako niemowlę);
15. Fryderyk Franciszek pruski generał-major.

## Kariera wojskowa
Jako ostatni syn księcia brunszwickiego Fryderyk Franciszek nie miał żadnych szans na sukcesję rodzinnych włości i już jako nastolatek rozpoczął karierę wojskową idąc w ślad starszych braci, Ferdynanda i Albrechta. Jego wyśmienite powiązania rodzinne ułatwiły mu awansy oraz błyskotliwą choć krótką karierę w armii pruskiej, aczkolwiek podczas tzw. „wojny siedmioletniej” odznaczył się przezornością i osobistym męstwem.

### Początki
Do armii pruskiej wstąpił jeszcze jako nastolatek u boku braci, Ferdynanda i Albrechta. W II wojnie śląskiej służył w regimencie fizylierów nr. 39, którym dowodził jego starszy brat, Albrecht. 4 czerwca 1745 wziął udział w zwycięskiej bitwie pod Hohenfriedbergiem, a następnie pod Soor 30 września 1745, po którym przejął dowództwo.
W tej to funkcji przewodził tym regimentem również podczas lustracji przed obliczem króla Fryderyka II opodal Krosna Odrzańskiego w 1748 roku. Oficjalnie dowództwo tegoż regimentu przejął jednak dopiero w marcu 1751 roku. Regiment ten stacjonował wówczas w Chojnie.

### Wojna siedmioletnia
Kiedy w roku 1756 wybuchła wojna siedmioletnia, 26 czerwca otrzymał rozkaz marszu do Koszalina. W październiku tegoż roku awansował do stopnia generała-majora, po czym otrzymał rozkaz przemarszu na Łużyce. 26 grudnia dotarł do Lubania, gdzie otrzymał posiłki z trzech batalionów grenadierów (Billerbeck, Kahlden, Waldau). Pierwszą potyczkę stoczył dopiero 8 marca 1757 roku, kiedy to przyczynił się do wyparcia Austriaków z okolic czeskiego miasteczka Frýdlant w Górach Izerskich.

#### Wyprawa czeska
6 maja wziął udział w krwawej – aczkolwiek zwycięskiej – bitwie pod Pragą. Dnia 21 maja 1757 roku Fryderyk Franciszek otrzymał rozkaz wzmocnić armię księcia Bevern pod Kolínem. 18 czerwca doszło tam do bitwy (Bitwa pod Kolinem) z Austriakami, podczas której stał na lewym skrzydle pruskich wojsk. Jego korpus trzykrotnie atakował kawalerię przeciwnika zanim zmuszony został do odwrotu. Następnie resztki jego korpusu posiłkowały armię księcia Prus (niem.: Prinz von Preußen), wraz z którym wyruszył do Zittau dnia 17 lipca 1757 będąc na czele awangardy. Do celu dotarł dwa dni później.

#### Obrona Śląska
7 września Fryderyk Franciszek wziął udział w zwycięskiej bitwie pod Moys, kiedy to odznaczył się osobistym męstwem, podobnież w potyczce pod klasztorem Wahlstadt oraz w bitwie nad Ślęzą pod Wrocławiem 22 listopada 1757 u boku księcia Bevern zakończonej kapitulacją korpusu. Jednakże Fryderyk Franciszek i jego ludzie nie poddali się, lecz wycofali się w stronę Głogowa dołączając do głównej armii pruskiej pod wodzą Fryderyka II. U jego boku wziął udział w bitwie pod Lutynią 5 grudnia 1757, kiedy to zastrzelono pod nim konia, który padając przygniótł mu nogę. Mimo tej kontuzji i ponad dwukrotnej przewagi nieprzyjaciela bitwa zakończyła się druzgocącym zwycięstwem Prusaków. 20 grudnia brał udział w oblężeniu Wrocławia, a następnie w blokadzie twierdzy świdnickiej (niem.: Festung Schweidnitz), która to później zakończyła się oblężeniem (od 15 marca do 18 kwietnia 1758) i pomyślnym szturmem. W marcu 1758 Fryderyk Franciszek wyparł Austriaków z hrabstwa kłodzkiego.

#### Wyprawa morawska
Pod koniec kwietnia 1758 armia króla Prus wkroczyła na Morawy. Fryderyk Franciszek został przydzielony do korpusu, który miał oblegać twierdzę Ołomuniec. To zadanie przejął feldmarszałek James Keith, którego siły liczące w sumie 11 000 żołnierzy okazały się zbyt słabe, by otoczyć całe miasto. Nie udało się również odciąć miasta od zaopatrzenia. Co gorsza nie udało zapewnić dostatecznego zaopatrzenia oblegającym. 27 maja Fryderyk Franciszek prowadził osobiście pracę nad okopami szturmowymi. Dlatego sytuacja zaopatrzeniowa pogarszała się, oblężeni robili wypady, twierdza, a szczególnie miasto zostały mocno zbombardowane, ale nikt nie miał zamiaru się poddawać wiedząc, że upadek Ołomuńca otworzy Prusakom drogę do Wiednia i Pragi. Na dodatek korpus rosyjskiego generała Fermora po zdobyciu Elbląga i Torunia parł siejąc spustoszenie przez Kostrzyń w kierunku Berlina. Wobec tego oblężenie przerwano 2 lipca, a wojsko wysłano przez Śląsk do Łużyc. Fryderyk Franciszek osłaniał odwrót armii na tyłach.

#### Hochkirch
Na Łużycach zebrały się zarówno armia pruska, jak i austriacka. Siły pruskie były wiele słabsze niż ich przeciwnicy, ale Fryderyk II był pewien siebie i sam zamierzał zaatakować Austriaków. Toteż nie przykładał się do wyboru obozu, aczkolwiek jego wybór był czystą prowokacją odcinając Austriaków od ich magazynów zaopatrzeniowych w Zgorzelcu. Nie wierzył, że odważą się go zaatakować. Jednakże przeliczył się i w nocy z 13/14 października 1758 Austriacy zaatakowali po północy pruski obóz opodal wioski Hochkirch siejąc popłoch i zamieszanie. Gdyby kilku przezorniejszych i zimnokrwistych oficerów nie zaczęło organizować obrony i odwrotu, Austriacy zmietliby Prusaków doszczętnie. Jednym z nich był Fryderyk Franciszek, który poległ tutaj w trakcie wypełniania swych obowiązków trafiony kulą armatnią w głowę.

#### Epilog
Straty poniesione przez armię Prus były ogromne, bo dochodziły jednej trzeciej pełnego jej stanu. Straty Austriaków były w cyfrach absolutnych niewiele mniejsze i tak poważne, ze generał Daun zrezygnował ze ścigania wycofujących się Prusaków, zwłaszcza że Fryderykowi szybko udało się zaprowadzić porządek w swych szeregach.
Ciało zmarłego generała sprowadzono do ojczystego Brunszwiku i pochowano 14 listopada 1758 w tamtejszej katedrze z inicjatywy najstarszego jego brata Karola, panującego księcia Brunszwiku.

## Literatura
- Balthasar König, Anton: Biographisches Lexikon aller Helden und Militairpersonen. Tom 1, s. 232–234, Digitalisat
- C. Römer, Braunschweig-Bevern, Ein Fürstenhaus als europäische Dynastie 1667–1884. S. 60–61, Braunschweig, 1997
- Spehr, Ludwig Ferdinand: „Friedrich Franz” w: Allgemeine Deutsche Biographie 7 (1875), s. 505